# Yima
Yima è il primo re-sacerdote della cosmogonia zoroastriana, vissuto all'inizio della leggendaria Età dell'oro. 
(cit. da "La primavera di Cosroe" di Pietro Citati ed.Adelphi)
È considerato il primo uomo, l'equivalente di Adamo che perse la sua immortalità a causa del peccato. Egli infatti cominciò a mentire e per questa ragione rese infelici le future generazioni di uomini.